# Atto Melani

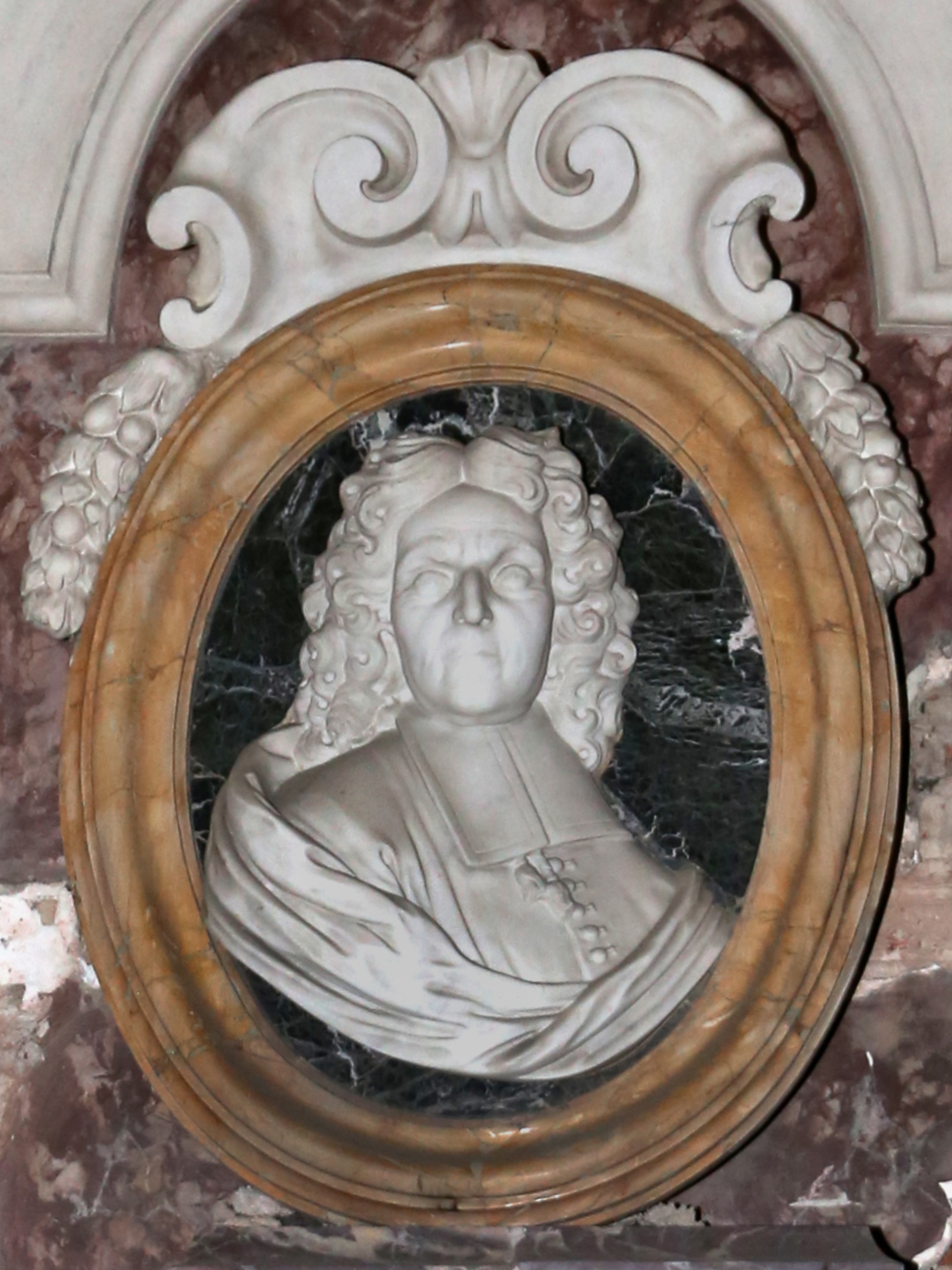
Atto Melani

Atto Melani (* 31. März 1626 in Pistoia; † Januar 1714 in Paris) war ein italienischer Kastratensänger, Diplomat, Spion und Schriftsteller.

## Leben
Melani wurde als drittes von sieben überlebenden Kindern einer armen Glöcknerfamilie in der toskanischen Stadt Pistoia geboren. Im Kindesalter wurde er kastriert, um seine Sopranstimme zu erhalten. Auch seine drei jüngeren Brüder Francesco Maria, Bartolomeo und Vincenzo Paolo, und seine beiden Cousins Domenico und Nicola Melani waren Kastraten. Seine Brüder Alessandro Melani und Jacopo Melani waren bedeutende Komponisten.
Atto sang zunächst zwischen 1636 und 1643 im Chor des Doms zu Pistoia. Zur Eröffnung des Teatro Novissimo in Venedig wirkte der Fünfzehnjährige 1641 in Francesco Sacratis La finta pazza mit, und im Karneval 1642 in Sacratis Bellerofonte. 1644 sind Auftritte in Florenz belegt, und noch im selben Jahr ging er nach Rom.
Als Sänger war Melani schnell zu einer Berühmtheit geworden, so ging unter anderem das Gerücht um, sein Gesang wäre ein Heilmittel gegen den Schlangenbiss.
1644 wurde er zum ersten Mal zusammen mit seinem älteren Bruder Jacopo, und gleichzeitig mit der berühmten Sängerin Leonora Baroni, an den französischen Hof des noch kindlichen Ludwigs XIV. eingeladen, wo der aus Italien stammende Kardinal Jules Mazarin ein großes Interesse an der italienischen Oper hatte. Bereits zu dieser Zeit sandte Melani politisch wertvolle Informationen an die Medici in Florenz. Auch 1647 bis 1649 war er wieder in Paris. Dort pries der französische Dichter Jean de La Fontaine seinen Gesang in einem Gedicht, nachdem er Zeuge einer Aufführung der Oper Orfeo von Luigi Rossi mit Melani in der Hauptrolle wurde; in der gleichen Aufführung sang auch der Kastrat Marc’Antonio Pasqualini.
Als 1649 die Fronde ausbrach, musste Melani aus Paris fliehen und ging zurück nach Italien, wo er sich in Florenz, Mantua und Modena aufhielt, und später auch in Innsbruck und Regensburg.
1656 rief Kardinal Jules Mazarin ihn wieder nach Paris zur Aufführung der Oper Amor malato von Buti und Lully.
Mazarin führte Atto Melani in die Kunst der Spionage ein, die er bald ebenso gut beherrschte wie den Gesang. Im Rahmen seiner Konzerte kam er an die europäischen Königshöfe, gab verschlüsselte Botschaften weiter und sammelte Geheimnisse. 1657 wurde Melani von Mazarin nach Bayern geschickt, wo er den frankreichfreundlichen Kurfürsten Ferdinand dazu bewegen sollte, sich zur Wahl des römisch-deutschen Kaisers zu stellen. Das Vorhaben scheiterte jedoch. Trotzdem lobte Kardinal Mazarin ihn für sein großes Verhandlungsgeschick, seine Position wurde zusätzlich gefestigt.
Melani ging wieder zurück nach Paris und sang 1660 in der Oper Serse von Cavalli die Rolle des Arsamene und in Lullys Ballet de l'impatience die Rolle des Amor capriccioso.
Nach Mazarins plötzlichem Tod 1661 wendete sich Melanis Glück in Frankreich. Wenige Monate später wurde der Oberintendant der Finanzen, Nicolas Fouquet auf Geheiß Ludwig XIV. gefangen genommen und eingekerkert. Es wurde publik, dass Melani mit Fouquet befreundet war. Ludwig XIV., der Melani bereits seit seiner Kindheit kannte und ein sehr vertrauliches Verhältnis zu ihm hatte, erfuhr, dass seine Briefe von Atto kopiert worden waren. Folge war eine fünfzehnjährige Verbannung. Melani floh nach Rom.
In Rom wurde Atto von Kardinal Giulio Rospigliosi aufgenommen, der wie er aus Pistoia stammte. Melani genoss in Rom auch die Unterstützung von Maria Mancini, der Nichte Mazarins. Mit ihr führte der Kastrat über vierzig Jahre einen Briefwechsel.
1667 starb Papst Alexander VII. Im darauffolgenden Konklave, aus dem Attos Gönner Rospigliosi als Papst Clemens IX. hervorgehen sollte, war er dessen Assistent. Dies war wohl eine einzigartige Gelegenheit, die Geheimnisse der Papstwahl von innen kennenzulernen. Darüber, inwieweit Melani die Wahl Clemens IX. beeinflusste, kann nur spekuliert werden. Tatsache ist es, dass Ludwig XIV. mit dem Ergebnis der Papstwahl mehr als einverstanden war. Dank seiner Dienste für Frankreich wurde das Exil nach der Papstwahl aufgehoben, und er war als Spion des Sonnenkönigs am Päpstlichen Hofe und Spezialist für Konklaven tätig. Zusätzlich erhielt Atto den Titel eines Abbé und ein jährliches Zehrgeld von dreitausend Livres.
1668 trat Melani im Palazzo Colonna das letzte Mal als Sänger auf. Von nun an widmete er sich ausschließlich der Politik und der Diplomatie. Er verfasste zahlreiche Berichte und Memoranden über Rom und die deutschen Fürstentümer, vermittelte zwischen dem französischen Hof und hochrangigen Kardinälen und war Schiedsrichter bei Auseinandersetzungen zwischen italienischen Stadtstaaten.
Atto Melani lebte von 1672 bis 1675 und von 1679 bis zu seinem Lebensende wieder in Paris, wo er 1714 im Alter von 88 Jahren verstarb.

## Werk
Atto Melani hinterließ als Komponist 14 Solokantaten und ein Duett.
Sein sonstiges Erbe war beeindruckend: Neben Bankdepots, Palazzi und Ländereien, sowohl in Italien als auch in Frankreich, befand sich darunter auch eine umfassende Bibliothek. Seine ursprünglich 108 Bände umfassende Korrespondenz mit bedeutenden Zeitgenossen gilt bis auf ein Inhaltsverzeichnis als verschollen.
Die italienischen Autoren Rita Monaldi und Francesco Sorti fanden bei den Recherchen für ihren Roman Imprimatur eine Schrift Melanis an Ludwig XIV., welche unter dem Titel Die Geheimnisse der Konklaven und die Laster der Kardinäle ISBN 3-608-93737-4 herausgegeben wurde. Sowohl in Imprimatur als auch in den Nachfolgeromanen Secretum und Veritas stellt Melani eine der zentralen Figuren dar.